# Genêts
Genêts là một xã trong tỉnh Manche, thuộc vùng hành chính Normandie của nước Pháp, có dân số là 439 người (thời điểm 1999).

## Nhân khẩu học
| 1962 | 1968 | 1975 | 1982 | 1990 | 1999 |
| ---- | ---- | ---- | ---- | ---- | ---- |
| 470  | 501  | 524  | 524  | 481  | 439  |